# Alexis Ayala
Alexis Ayala (né David Alexis Ayala Padró le 9 août 1965 à San Francisco, en Californie), est un acteur mexicain.

## Biographie
Le 2 août 2014, après une relation d'une longue durée, Alexis Ayala se marie avec l'actrice Fernanda López lors d'une cérémonie intime célébrée à Acapulco.

## Carrière
Au cinéma il participe à des films tels que En peligro de muerte (1987) et Esclavo y Amo.
En 2004, il joue le rôle de Leonardo Muñoz dans Amarte es mi pecado aux côtés de Yadhira Carrillo et Sergio Sendel.
De 2010 à 2011 il joue le rôle de Lorenzo Porta-López dans la telenovela Llena de amor.
En 2012, il joue dans la telenovela Abismo de pasión dans le rôle du Doctor Edmundo Tovar.
En 2013, il incarne Ezequiel Basurto dans la telenovela Lo que la vida me robó.
En 2014, il interprète l'antagoniste principal Severiano Mendoza dans la telenovela La sombra del pasado, remake de la telenovela de 2001 intitulée El manantial avec Michelle Renaud, Pablo Lyle, Alejandra Barros, Thelma Madrigal, Cynthia Klitbo et Alfredo Adame.
Depuis le 30 mai 2015, Alexis Ayala enregistre une participation spéciale dans le film Santiago Apóstol, une production de José Manuel Brandariz où Julián Gil tient la vedette en jouant Santiago,.

## Filmographie

### Telenovelas
- 1989-1990 : Cuando llega el amor : Nico
- 1990 : Mi pequeña Soledad : Jorge « Coque » Abascal
- 1990-1991 : En carne propia : Alejandro Tamaris
- 1991 : La pícara soñadora : Carlos Pérez
- 1991 : Cadenas de amargura : Víctor Medina Blanco
- 1992 : Baila conmigo : Tomás De La Reguera
- 1993 : Los parientes pobres : Bernardo Ávila (antagoniste)
- 1994-1995 : Agujetas de color de rosa  : Julián Ledezma
- 1996 : Confidente de secundaria : Quico
- 1997-1998 : Huracán : Raimundo Villarreal (antagoniste)
- 1999-2000 : Tres mujeres : Daniel Subiri Sánchez
- 1999-2000 : Cuento de Navidad : collègue de travail de Jaime
- 2000-2001 : Carita de ángel : Leonardo Larios
- 2001 : Atrévete a olvidarme : Manuel Soto (antagoniste)
- 2002-2003 : Así son ellas : Diego Montejo
- 2004 : Amarte es mi pecado : Leonardo Muñoz
- 2005 : Contra viento y marea : Ricardo Sandoval
- 2005-2006 : Barrera de amor : Don Federico Gómez (antagoniste)
- 2007-2008 : Yo amo a Juan Querendón : Don Sandro Arenas (antagoniste)
- 2008-2009 : Juro que te amo : Don Justino Fregoso (antagoniste)
- 2010-2011 : Llena de amor : Lorenzo Porta-López (antagoniste)
- 2012 : Abismo de pasión : Dr. Edmundo Tovar
- 2013-2014 : Lo que la vida me robó : Don Ezequiel Basurto (antagoniste)
- 2014-2015 : La sombra del pasado : Don Severiano Mendoza (antagoniste)
- 2020-2021:Si nos dejan:Sergio Carranza

### Séries télévisées
- 1987 : Mujer, casos de la vida real
- 1990 : La telaraña (serie de televisión)
- 1997 : Hotel Paraiso : Enrique
- 2002 : Furcio
- 2003 : XHDRBZ : Invité
- 2008 : Mujeres asesinas : Sr. Ocampo  (épisode "Patricia, vengadora")
- 2009 : El Pantera : Acteur, producteur exécutif et  réalisateur (Saison III)
- 2009 : Tiempo final (Fox) : épisode "El Cojo" (Saison III)
- 2010 : Gritos de muerte y libertad : Miguel Domínguez
- 2013 : Gossip Girl Acapulco : Emiliano Zaga

### Films
- 1987 : En peligro de muerte
- 2000 : Drogadicto
- 2003 : Esclavo y amo
- 2004 : Cero y van cuatro
- 2007 : Mejor es que Gabriela no se muera
- 2008 : Divina confusión
- 2009 : Cabeza de Buda
- 2011 : From Prada to Nada

### Théâtre
- 2009 : Un amante a la medida
- 2011 : Divorciémonos mi amor
- 2012 : Jorobado de Notre Dame
- 2012-2013 : Una Noche de Pasión
- 2015 : Divorciémonos mi amor : Melitón, frère de Linda[4]

## Nominations et récompenses

### Premios TVyNovelas
| Année | Catégorie                              | Telenovela                | Résultat |
| ----- | -------------------------------------- | ------------------------- | -------- |
| 1993  | Meilleure révélation masculine         | Baila conmigo             | Nommé    |
| 1995  | Meilleur acteur juvénile               | Agujetas de color de rosa | Nommé    |
| 2000  | Meilleur acteur protagoniste           | Tres mujeres              | Nommé    |
| 2004  | Meilleur acteur de l'équipe artistique | Amarte es mi pecado       | Nommé    |
| 2009  | Meilleur acteur antagoniste            | Juro que te amo           | Nommé    |
| 2011  | Meilleur acteur antagoniste            | Llena de amor             | Nommé    |
| 2015  | Meilleur acteur antagoniste            | Lo que la vida me robó    | Nommé    |